# Meg Cabotová
Meg Cabotová, celým jménem Meggin Patricia Cabot, známá také pod pseudonymy Patricia Cabot, Jenny Carroll a Meggin Cabot (* 1. února 1967, Bloomington, Indiana, USA) je americká spisovatelka a ilustrátorka.

## Život
Na univerzitě v Indianě vystudovala výtvarné umění a přestěhovala se do New Yorku se záměrem stát se profesionální ilustrátorkou. To jí ale nevyšlo, a tak si v roce 1991 našla práci jako asistentka ředitele vysokoškolské koleje na Newyorské univerzitě a začala psát romány.
Jedná se o autorku více než 40 knih pro děti, mládež i dospělé. Mezi její nejznámější díla patří Deníky princezny respektive Princezniny deníky, které posloužily jako námět pro dva hollywoodské romantické filmy režiséra Garryho Marshala Deník princezny z roku 2001 a Deník princezny 2: Královské povinnosti z roku 2004 s Anne Hathawayovou a Julií Andrewsovou v hlavní roli. V jednu dobu psala pouze romány pod jménem Patricia Cabot. Sérii Mediátor psala nejdříve pod pseudonymem Jenny Carroll, ale kvůli úspěchu knih se vrátila k vlastnímu jménu.
Dříve žila v Indianě, Kalifornii, New Yorku a Francii.
1. dubna 1993 se v Itálii provdala za finančního publicistu a básníka Benjamina D. Egnatze.
Společně se svým manželem a jejich jednookou kočkou Henriettou a druhou kočkou Gem žije střídavě v New Yorku a v Key West.

## Knížky pro děti

### SérieAllie Finklová Holčičí pravidla
- Allie Finklová Holčičí pravidla 1: Stěhujeme se
- Allie Finklová Holčičí pravidla 2: Nová holka
- Allie Finklová Holčičí pravidla 3: Kluci k zulíbání
- Allie Finklová Holčičí pravidla 4: Hurá na scénu
- Allie Finklová Holčičí pravidla 5: Velký třpytkový podraz
- Allie Finklová Holčičí pravidla 6: Návštěva z minulosti

## Knížky pro mládež

### SériePrincezniny deníky
- Princezniny deníky
- Místo pro princeznu!
- Zamilovaná princezna
- Povinnosti princezny
- Princeznám sluší růžová
- Princezna v zácviku
- Princezna na večírku
- Princezna nad propastí
- Princezna Mia
- Navždy princeznou
- Her Royal Highness Mia Thermopolis, Crown Princess of Genovia

### Série Abandon
- Mezi láskou a smrtí
- Láska v podsvětí
- Láska přemůže i smrt

### SérieAirhead
- V kůži supermodelky
- Jmenuju se Nikki
- Na útěku

### SérieMediátor
- Krajina plná stínů
- Devátá stezka
- Andělé smrti
- Temná je noc
- V pasti
- Čtvrtý rozměr lásky

### SérieAvalon High
- Avalon High, December 2005
- Avalon High: Coronation
  - The Merlin Prophecy
  - Homecoming
  - Hunter's Moon

### Série Hrdinkou snadno a rychle
- Hrdinkou snadno a rychle
- Hrdinka říká ano

### Série1-800-WHERE-R-YOU
- When Lightning Strikes
- Code Name Cassandra
- Safe House
- Sanctuary
- Missing You
- Jinx
- How to be popular
- Pants on fire/Tommy Sullivan is a Freak
- Teen Idol
- Nicole and the Viscount
- Victoria and the Rouge

## Knihy pro dospělé

### SérieThe Boy
- Jak začíná láska
- Jak neztratit lásku
- Jak dokázat lásku

### SérieNenasytná
- Nenasytná
- Příliš velké sousto

### Série o Heather Wellsové
- Velikost L: Pár kil navíc nikoho nezabije
- Velikost XL: Kila navíc přibývají
- Na velikosti nezáleží
- Velikost L znovu na scéně
- Size 12 is the New Black

### Série knihÚspěšná smolařka
- Úspěšná smolařka
- Úspěšná smolařka ve velkoměstě
- Úspěšná smolařka se (asi) vdává

### Další knihy
- Slepá vášeň (She went all the way)
- Prokletý maturiťák (Prom Nights from Hell)

## Romány pod jménem Patricia Cabot
- Polibek pro nevěstu (KISS THE BRIDE)
- WHERE ROSES GROW WILD
- PORTRAIT OF MY HEART
- AN IMPROPER PROPOSAL
- A LITTLE SCANDAL
- THE CHRISTMAS CAPTIVE
- Rusovláska z ostrova (LADY OF SKYE)
- Výuka lady Caroline (EDUCATING CAROLINE)
- Láska ve Skotsku (A season in the highlands)

## Ilustrace: Chelsey McLaren
- Princess Lessons (březen 2003)
- Perfect Princess (březen 2004)
- Holiday Princess (listopad 2005)

## Filmové zpracování
- 2001 Deník princezny (spolupráce na scénáři)
- 2004 Deník princezny 2: Královské povinnosti (spolupráce na scénáři)
- 2010 Avalon High
- Úspěšná smolařka